# أليسيدس سوسا
أليسيدس سوسا (بالإسبانية: Alcides Sosa)‏ هو لاعب كرة قدم باراغواياني في مركز الدفاع، ولد في 24 مارس 1944 في Caraguatay, Paraguay ‏ في باراغواي. شارك مع منتخب باراغواي لكرة القدم. أما مع النوادي، فقد لعب مع أوليمبيا أسونسيون وديبورتيفو بيريرا ونادي غواراني ونادي ليبرتاد.

## وصلات خارجية
- أليسيدس سوسا على موقع ناشيونال فوتبول تيمز (الإنجليزية)